# NSDAP/AO
El NSDAP/AO era la secció estrangera del Partit Nacional Socialista dels Treballadors Alemanys (NSDAP). AO és l'abreviatura de la paraula composta alemanya Auslands-Organization (Organització exterior). Encara que estaria correctament escrit en una sola paraula.
Els membres del partit que vivien fora del Reich alemany es van agrupar en aquest departament especial del NSDAP. L'1 de maig de 1931, la nova unitat organitzativa va ser fundada per iniciativa de Gregor Strasser, i la seva gestió va ser assignada a Hans Nieland. Però Nieland va dimitir del seu càrrec el 8 de maig de 1933, perquè s'havia convertit en cap de l'autoritat policial d'Hamburg, i més tard, membre del govern provincial d'Hamburg. Ernst Wilhelm Bohle va ser nomenat director del "AO", que va convertir com a 43è Gau, l'únic no territorial, del NSDAP. Només els ciutadans reals del Reich alemany (alemany: Reichsdeutsche), amb un passaport alemany, podrien esdevenir membres de l'AO. Les persones d'ascendència alemanya, alemanys ètnics (Volksdeutsche), que posseïen la nacionalitat del país on vivien, van ser denegats d'ingrés al Partit Socialista Nacional.
Igual que el Partit Nazi, la Auslands-Organization va desaparèixer al final de la Segona Guerra Mundial.